# Dagon catagraphus
Dagon catagraphus är en fjärilsart som beskrevs av Hayward 1933. Dagon catagraphus ingår i släktet Dagon och familjen praktfjärilar. Inga underarter finns listade i Catalogue of Life.